# Governo Faymann II
Il Governo Faymann II è stato il 27º-28º governo dell'Austria, in carica dal 16 dicembre 2013, dopo la vittoria del Partito Socialdemocratico d'Austria alle elezioni parlamentari del 2013; si è dimesso il 17 maggio 2016 con l'entrata in carica del governo Kern.
In seguito alla vittoria dei Verdi alle elezioni presidenziali del 2016, il 9 maggio il cancelliere Werner Faymann si è dimesso; lo stesso giorno è stato sostituito, ad interim, dal vicecancelliere Reinhold Mitterlehner.

## Composizione
Partito Socialdemocratico d'Austria (SPÖ)
     Partito Popolare Austriaco (ÖVP)
| Ministero federale                                    | Titolare | Titolare | Titolare                                            | Partito      |
| ----------------------------------------------------- | -------- | -------- | --------------------------------------------------- | ------------ |
| Cancelliere federale                                  |          |          | Werner Faymann (fino al 09/05/2016)                 | SPÖ          |
| Cancelliere federale                                  |          |          | Reinhold Mitterlehner (ad interim) (dal 09/05/2016) | ÖVP          |
| Vicecancelliere                                       |          |          | Michael Spindelegger (fino al 01/09/2014)           | ÖVP          |
| Vicecancelliere                                       |          |          | Reinhold Mitterlehner (dal 01/09/2014)              | ÖVP          |
| Arte, cultura e media                                 |          |          | Josef Ostermayer                                    | SPÖ          |
| Europa, integrazione e affari esteri                  |          |          | Sebastian Kurz                                      | ÖVP          |
| Finanze                                               |          |          | Michael Spindelegger (fino al 01/09/2014)           | ÖVP          |
| Finanze                                               |          |          | Hans Jörg Schelling (dal 01/09/2014)                | ÖVP          |
| Agricoltura, foreste, ambiente e gestione delle acque |          |          | Andrä Rupprechter                                   | ÖVP          |
| Difesa nazionale e sport                              |          |          | Gerald Klug (fino al 26/01/2016)                    | SPÖ          |
| Difesa nazionale e sport                              |          |          | Hans Peter Doskozil (dal 26/01/2016)                | SPÖ          |
| Famiglie e giovani                                    |          |          | Sophie Karmasin                                     | Indipendente |
| Educazione e donne                                    |          |          | Gabriele Heinisch-Hosek                             | SPÖ          |
| Salute                                                |          |          | Alois Stöger (fino al 01/09/2014)                   | SPÖ          |
| Salute                                                |          |          | Sabine Oberhauser (dal 01/09/2014)                  | SPÖ          |
| Affari interni                                        |          |          | Johanna Mikl-Leitner (fino al 21/04/2016)           | ÖVP          |
| Affari interni                                        |          |          | Wolfgang Sobotka (dal 21/04/2016)                   | ÖVP          |
| Giustizia                                             |          |          | Wolfgang Brandstetter                               | Indipendente |
| Lavoro, affari sociali e tutela dei consumatori       |          |          | Rudolf Hundstorfer (fino al 26/01/2016)             | SPÖ          |
| Lavoro, affari sociali e tutela dei consumatori       |          |          | Alois Stöger (dal 26/01/2016)                       | SPÖ          |
| Trasporti, innovazione e tecnologia                   |          |          | Doris Bures (fino al 01/09/2014)                    | SPÖ          |
| Trasporti, innovazione e tecnologia                   |          |          | Alois Stöger (dal 01/09/2014 al 26/01/2016)         | SPÖ          |
| Trasporti, innovazione e tecnologia                   |          |          | Gerald Klug (dal 26/01/2016)                        | SPÖ          |
| Scienza, ricerca ed economia                          |          |          | Reinhold Mitterlehner                               | ÖVP          |